# L'Estampe
L’Estampe was een Brusselse kunstenaarsvereniging gesticht eind 1906. Ze verenigde grafische kunstenaars en de bedoeling was de prentkunst te promoten via tentoonstellingen.
Leden waren onder meer : Fernand Khnopff, Auguste Danse, Gisbert Combaz, Richard Heinz, Auguste Oleffe, Henry De Groux, Marie Danse, Louise Danse, Georges Lemmen en verder Richard Baseleer, Willy Finch (toen al woonachtig in Finland), Victor Mignot, Gustave-Max Stevens en Henri Meunier.
Secretaris was Robert Sand (1876-1936), de echtgenoot van Louise Danse.
L’Estampe organiseerde 8 jaarlijkse salons tussen 1907 en 1914 en enkele tentoonstellingen in het buitenland. In 1914 hield de vereniging op te bestaan.

## De tentoonstellingen
- januari 1907
- 1908 : etsen van Gustave Den Duyts
- december 1908- januari 1909
- 6- 30 januari 1910
- 6-28 januari 1911 (met een grote focus op het grafisch oeuvre van Georges Lemmen)
- 1912
- 1913
- 1914

- L’Estampe organiseerde ook tentoonstellingen in Berlijn, Dresden, Hamburg, Warschau en Zürich.

## Trivia
- De covers van de tentoonstellingscatalogi waren naar een ontwerp van Georges Lemmen. Ze werden elk jaar in een ander kleur afgedrukt.
- De affiche van 1908-1909 was ontworpen door Georges Lemmen; die van 1910 en 1911 door Gisbert Combaz